# Liste der Kulturdenkmäler in Steinbach am Donnersberg
In der Liste der Kulturdenkmäler in Steinbach am Donnersberg sind alle Kulturdenkmäler der rheinland-pfälzischen Ortsgemeinde Steinbach am Donnersberg aufgeführt. Grundlage ist die Denkmalliste des Landes Rheinland-Pfalz (Stand: 27. November 2018).

## Denkmalzonen
| Bezeichnung                    | Lage                                                                | Baujahr | Beschreibung                                                                             | Bild                           |
| ------------------------------ | ------------------------------------------------------------------- | ------- | ---------------------------------------------------------------------------------------- | ------------------------------ |
| Denkmalzone Jüdischer Friedhof | östlich des Ortes, am Weg zur Unteren Mühle; Flur Staudenhalde Lage | 1850    | 1850 angelegtes, mit originaler Umfassungsmauer erhaltenes Areal; 50 Grabsteine bis 1937 | weitere Bilder Fotos hochladen |

## Einzeldenkmäler
| Bezeichnung                 | Lage                                   | Baujahr                                | Beschreibung | Bild                           |
| --------------------------- | -------------------------------------- | -------------------------------------- | --- | ------------------------------ |
| Protestantisches Pfarrhaus  | Donnersberger Straße 5 Lage            | 1919                                   | Walmdachbau, bezeichnet 1919, Architekt K. Schuler | weitere Bilder Fotos hochladen |
| Protestantische Pfarrkirche | Donnersberger Straße 36a Lage          |                                        | spätgotischer Saalbau, Westturm mit barocker Haube, bezeichnet 1450 und 1452; Ausstattung; Glocken, 1704 von Johann und Andreas Schneidewind, Frankfurt, 1766 von Johann Franz Colas von Landau, Neuleiningen, 1777 von Georg Friedrich Schrader, Frankenthal | weitere Bilder Fotos hochladen |
| Kriegerdenkmal              | Donnersberger Straße, bei Nr. 36a Lage | 1926                                   | auf dem Kirchhof: expressionistisches Kriegerdenkmal 1914/18, 1926 von Adolf Bernd, Kaiserslautern | Fotos hochladen                |
| Hofanlage                   | Donnersberger Straße 41 Lage           | spätes 18. oder frühes 19. Jahrhundert | Dreiseithof; eingeschossiger verputzter Fachwerkbau, wohl spätes 18. oder frühes 19. Jahrhundert, Scheune und Stall 19. Jahrhundert | weitere Bilder Fotos hochladen |
| Wohnhaus                    | Donnersberger Straße 61 Lage           | 1914                                   | villenartiger Walmdachbau, Heimatstil-Motive, 1914, Architekt Peter Seeberger, Rockenhausen | Fotos hochladen                |